# دیپ سیلور
دیپ سیلور (به انگلیسی: Deep Silver) عنوان یک ناشر بازی ویدئویی آلمانی واقع در شهر پلانگ است که به عنوان تابعه شرکت چندملیتی آلمانی کخ میدیا به شمار می‌رود. این شرکت همچنین در زمینه دیجیتال نیز فعالیت می‌کند. دیپ سیلور در سال ۱۹۹۴ توسط Franz Koch و دکتر Klemens Kundratitz بنیان نهاده شد.
از بازی‌های معروف منتشر شده توسط دیپ سیلور می‌توان به استالکر: آسمان پاک، کاترین و جزیره مرده اشاره کرد. این لیبل در سال ۲۰۰۲ ساخته شد و تا سال ۲۰۰۳ بیش از ۲۰۰ بازی منتشر کرد.